# Herrschaftliches Moor
Das Herrschaftliche Moor ist ein Naturschutzgebiet in der Gemarkung Lüdingworth der niedersächsischen Stadt Cuxhaven.

## Allgemeines
Das Naturschutzgebiet mit dem Kennzeichen NSG LÜ 087 ist circa 45 Hektar groß. Es ist zum größten Teil Bestandteil des FFH-Gebietes „Aßbütteler Moor und Herrschaftliches Moor“. Das Gebiet steht seit dem 16. Juni 1983 unter Naturschutz. Im September 2017 wurde die Naturschutzverordnung neu gefasst und die Größe des Naturschutzgebietes dabei von etwa 40 auf circa 45 Hektar angepasst. Zuständige untere Naturschutzbehörde ist die Stadt Cuxhaven.

## Beschreibung
Das Naturschutzgebiet liegt im Süden von Cuxhaven östlich der Autobahn 27. Es stellt den Rest des Hochmoores mit einem kleinen See, dem Feuerstätter See im Südosten des Schutzgebietes, und eine kleine Grünlandfläche, deren Nutzung mittlerweile aufgegeben wurde, im Westen unter Schutz. Das Gebiet ist überwiegend verbuscht bzw. von Birken bewachsen. Es wird über den Altenbrucher Kanal nördlich des Naturschutzgebietes und den Grenzgraben Wanna/Wanhöden, der das Naturschutzgebiet im Westen begrenzt, über Emmelke und Medem zur Elbe entwässert.